# 新店乡 (万源市)
新店乡，是中华人民共和国四川省达州市万源市曾经下辖的一个乡。2020年6月，撤销新店乡，将原新店乡所属行政区域划归草坝镇管辖。

## 行政区划
新店乡撤销前下辖以下地区：
沈家坪村、十里坪村、小水溪村、青山子村和涌泉村。